# 溪尾寮
溪尾寮，原寫為溪尾藔，是新北市雙溪區的一個地名，位於該區中部偏南，範圍大致為泰平里中部偏西北地區。

## 歷史
台灣清治末期，溪尾寮地區為一街庄，稱為「溪尾藔庄」，隸屬於文山堡。該庄北與料角坑庄為鄰，東與大平庄為鄰，南邊及西南邊為烏山庄。
1901年（日治明治三十四年）11月，該庄隸屬於基隆廳，編入第十三區。1905年（明治三十八年）7月，第十三區改名為「太平區」。1920年（大正九年），該庄改制並雅化為「溪尾寮」大字，隸屬於臺北州基隆郡雙溪庄，大字下有「溪尾寮」、「藤寮坑」小字名。
戰後雙溪庄改制為雙溪鄉，隸屬於臺北縣，大字亦改制為村。2010年（民國99年）12月，臺北縣升格為新北市，雙溪鄉改制為雙溪區，村改制為里。